# Foncteur représentable
On rencontre en mathématiques de nombreuses propriétés universelles. Le formalisme des catégories permet d'exprimer ces propriétés de façon très simple.

## Définition
Soit {\displaystyle {\mathcal {C}}} une catégorie localement petite et F un foncteur contravariant, respectivement covariant, de {\displaystyle {\mathcal {C}}} dans Ens (catégorie des ensembles). On dit que F est représentable s'il existe un objet X de {\displaystyle {\mathcal {C}}} tel que F soit isomorphe au foncteur {\displaystyle {\hat {X}}=Hom(.,X):Y\mapsto Hom(Y,X)}, respectivement au foncteur {\displaystyle Hom(X,.):Y\mapsto Hom(X,Y)}.

## Lemme de Yoneda
Les transformations naturelles de {\displaystyle {\hat {X}}} dans F correspondent bijectivement aux éléments de {\displaystyle F(X)}.
Ainsi, on dit que le foncteur F est représenté par {\displaystyle (X,\zeta )} (où {\displaystyle \zeta } est un élément de F(X)) lorsque {\displaystyle {\hat {\zeta }}:{\hat {X}}\rightarrow F} est un isomorphisme de foncteur.

## Foncteurs covariants représentables
- Somme

Soit {\displaystyle {\mathcal {C}}} une catégorie, A et B deux objets de {\displaystyle {\mathcal {C}}}. On considère le foncteur de {\displaystyle {\mathcal {C}}} dans Ens qui à X associe {\displaystyle Hom(A,X)\times Hom(B,X)}. Représenter ce foncteur correspond à la propriété universelle de la somme.
- Module libre, groupe libre, groupe abélien libre, monoïde libre, polynômes.

Soit I un ensemble et A un anneau commutatif. Le foncteur de la catégorie des A-module dans Ens (respectivement catégorie des groupes, des groupes commutatifs, des monoîdes, des A-algèbre)
qui à un A-module {\displaystyle F} (respectivement toute la ribambelle) associe {\displaystyle F^{I}} est représentable. On obtient le A-module libre {\displaystyle A^{(I)}}, respectivement, le groupe libre de base I, le groupe commutatif {\displaystyle A^{(I)}}, le monoïde libre des mots basé sur l'alphabet I, l'algèbre des polynômes dont I est l'ensemble des indéterminées.
- Complété

Soit E un espace métrique. Le foncteur de la catégorie des espaces métriques complets dans Ens qui à un espace métrique complet X associe Hom(E,X) est représenté par le complété de E.
- Compactifié de Stone-Čech

Soit E un espace topologique. Le foncteur de la catégorie des espaces topologiques compacts dans Ens qui à un espace compact X associe Hom(E,X) est représenté par le compactifié de Stone-Čech de E.
- Produit tensoriel

Soit A un anneau commutatif unitaire et E et F deux A-modules. Le produit tensoriel de E et F représente le foncteur qui à un A-module G associe l'ensemble des applications bilinéaires de {\displaystyle E\times F} dans G.

## Foncteurs contravariants représentables
- Produit

Soit {\displaystyle {\mathcal {C}}} une catégorie, A et B deux objets de {\displaystyle {\mathcal {C}}}. On considère le foncteur de {\displaystyle {\mathcal {C}}} dans Ens qui à X associe {\displaystyle Hom(X,A)\times Hom(X,B)}. Représenter ce foncteur correspond à la propriété universelle du produit.
- Topologie induite

Soit X un espace topologique et Y une partie de X. La topologie induite par X sur Y muni de l'injection canonique représente le foncteur de Top dans Ens qui à A associe l'ensemble des applications continues de A dans X dont l'image est incluse dans Y.
- Topologie compacte-ouverte

Soit X un espace topologique localement compact et Y un espace topologique. Le foncteur {\displaystyle T\mapsto Hom_{Top}(T\times X,Y)} est représenté par l'espace des fonctions continues de X dans Y muni de la topologie compacte-ouverte.

## Référence
Régine et Adrien Douady, Algèbre et théories galoisiennes [détail des éditions]